# Авизо (корабль)
Ави́зо (исп. aviso, итал. avviso «уведомление»), посыльное судно или авизное судно — небольшой военный, сравнительно быстроходный корабль, который использовался для разведки и посыльной службы в XVII—XIX вв. В русском флоте специально авизо не строились, а в этих целях обычно использовались устаревшие суда (корабли).
В современных флотах некоторых государств (в первую очередь — Франции) «авизо» называют боевой корабль, занимающий промежуточное положение между корветом / СКР и сторожевым катером.